# Β-Glucosidase
β-Glucosidasen sind eine Gruppe von Enzymen aus der Klasse der Glykosidasen.

## Eigenschaften
β-Glucosidasen hydrolysieren Moleküle mit Glucose in einer β-glycosidischen Bindung. β-Glucosidasen haben zahlreiche Funktionen in den verschiedenen Organismen, unter anderem die Aufspaltung von Glycolipiden und exogenen Glycosiden in Tieren, Lignifikation/Zellwand-Verholzung, Abbau von Zellwand-Oligosacchariden, Phytohormon-Konjugat-Aktivierung, Freisetzung von aromatischen Verbindungen in Pflanzen, sowie Pflanzenabwehr durch Aufspaltung von cyanogenen Glykosiden und die Umwandlung von Biomasse in Mikroorganismen. Sie kommen in allen Bereichen lebender Organismen vor und hydrolisieren dort nicht-reduzierende terminale β-D-Glucosereste von Sacchariden aus der Gruppe der β-D-Glucane und Glycosiden. In Mikroorganismen kommen sie partikelförmig innerhalb von Cellusomen vor und ermöglicht den Abbau von Cellobiose zu Glucose. In der Lebensmittelindustrie werden β-Glucosidase enthaltende Enzympräparate zur Gewinnung von Aromastoffen eingesetzt.
Justus Liebig und Friedrich Wöhler isolierten 1837 aus bitteren Mandeln einen Stoff, der das Amygdalin der Bittermandel in Zucker, Bittermandelöl (Benzaldehyd) und Blausäure spaltet. Den Stoff nannten sie Emulsin.